# Puzieux (Vosgos)
Puzieux es una comuna francesa situada en el departamento de Vosgos, en la región de Gran Este.

## Demografía
| 149 | 145 | 125 | 154 | 143 | 134 | 146 |
| Para los censos de 1962 a 1999 la población legal corresponde a la población sin duplicidades (Fuente: INSEE [Consultar]) |     |     |     |     |     |     |